# 볼로테아
볼로테아(Volotea)는 스페인, 이탈리아, 프랑스, 그리스에 베이스를 둔 스페인 아스투리아스주의 저비용 항공사이다.
볼로테아는 전 부엘링 항공의 설립자들 Carlos Muñoz와 Lázaro Ros가 설립한 바르셀로나의 기업 Alaeo S.L.에 의해 설립되었다. 볼로테아라는 이름은 "주변을 날다"를 의미하는 스페인어 동사에서 기원한다. 2012년 4월 5일에 베네치아 마르코 폴로 공항으로부터 운영을 시작했다.